# Livingstone-Nationalpark

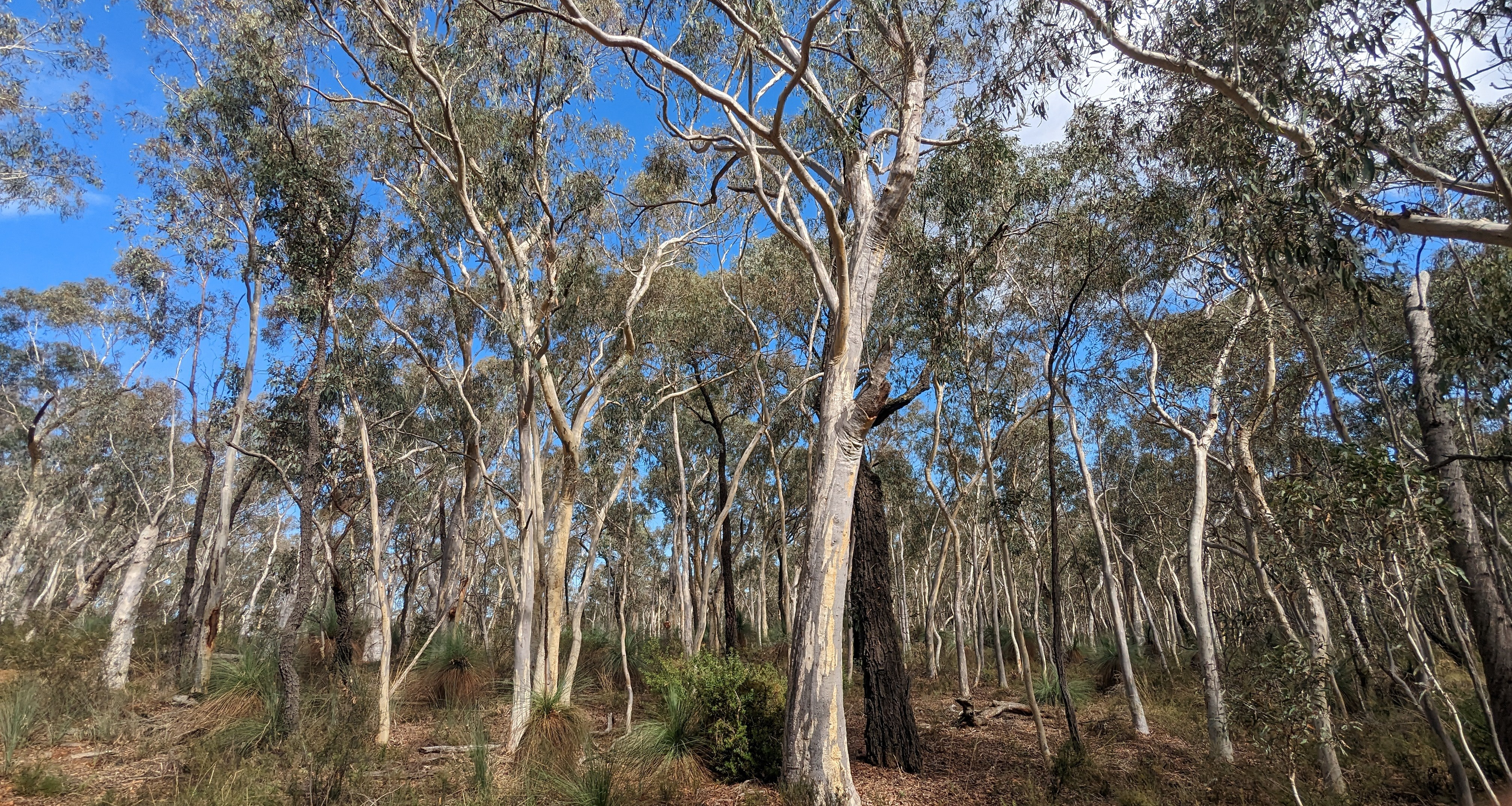
Im Livingstone-Nationalpark (2023)

Der Livingstone-Nationalpark ist ein Nationalpark im Süden des australischen Bundesstaates New South Wales, 30 Kilometer südlich von Wagga Wagga und zehn Kilometer östlich der Kleinstadt Mangoplah in der Riverina.
Ursprünglich wurde der heutige Nationalpark wegen des darin enthaltenen Holzes, das für die Stadt Junee erhalten werden sollte, 1915 zum State Forest erklärt. Von der Eisenbahnlinie von Mangoplah nach Westby wurde ein Abzweig für Holztransporte in die Nähe des Staatsforstes gelegt, später aber wieder abgebaut. In einem Bericht der Forstkommission von New South Wales wurde erwähnt, dass dieser Wald der einzige seiner Art war, und später fand man heraus, dass es im Wald auch eine Kolonie von Squirrel Glider (Petaurus norfolcensis) gab, von denen nur noch zwei im südlichen New South Wales existierten. Man fand auch drei Orchideenarten und über 100 einheimische Vogelarten.
1976 forderte die Wagga Wildlife and Conservation Society, dass der Staatsforst als gefährdetes Gebiet in einen Nationalpark umgewidmet würde, war aber nicht erfolgreich. Erst im Januar 2001 wurde der Staatsforst mit 1919 Hektar Fläche zum Nationalpark erklärt.
Der Nationalpark weist vier Arten von Vegetation auf, zum Beispiel Grasbäume, Mallee (Eucalyptus dissita), Kängurugras (Themada trianda) und offenen Wald.